# جيمس هيو وارد
جيمس هيو وارد (بالإنجليزية: James Hugh Ward)‏ هو محامي وسياسي أمريكي، ولد في 30 نوفمبر 1853 في شيكاغو في الولايات المتحدة، وتوفي بنفس المكان في 15 أغسطس 1916. حزبياً، نشط في الحزب الديمقراطي. وقد انتخب عضو مجلس النواب الأمريكي.